# Nödbostäder i Stockholm

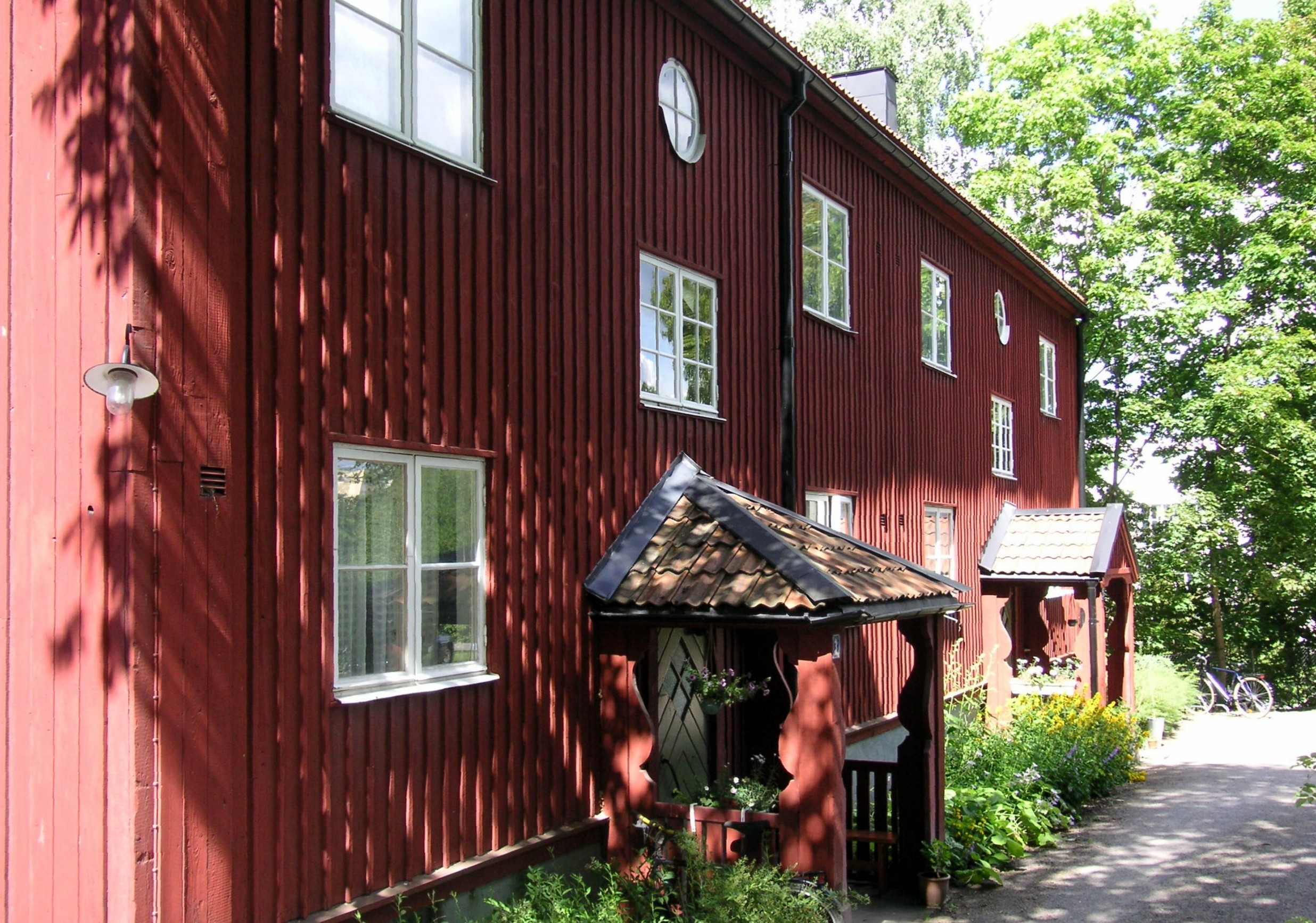
Cedersdalsgatans hus, byggt 1919.

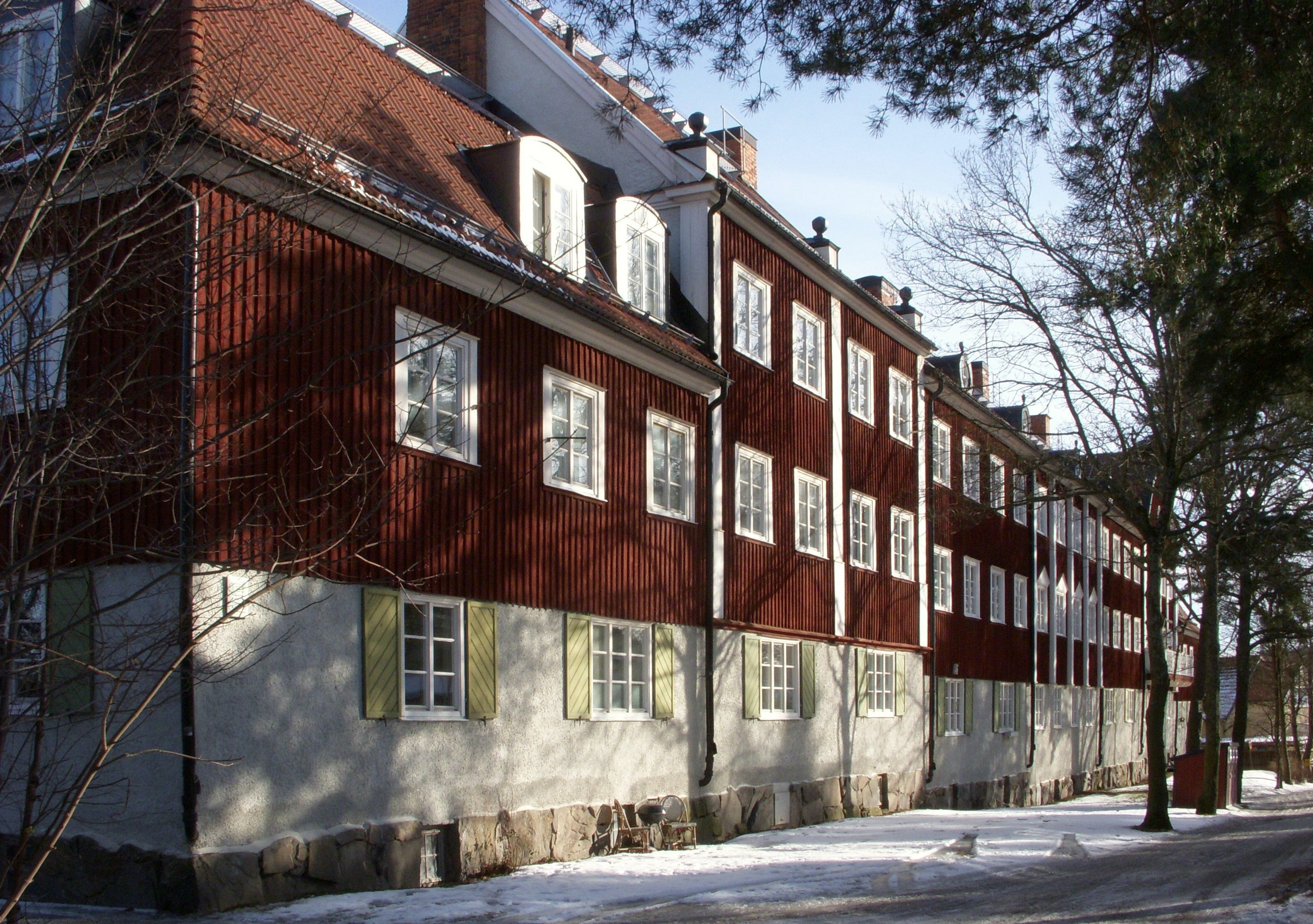
Kvarteret Bergsryggen, byggt 1917.

Nödbostäder i Stockholm tvingades fram av den nödsituation som rådde på bostadsmarknaden under första världskriget. Redan tidigare hade bostadssituationen för arbetarfamiljer och "mindre bemedlade" blivit allt värre. En av orsakerna var industrialiseringen, som resulterade i en enorm inflyttning till Stockholm, vars folkmängd nästan fördubblades mellan 1880 och 1900. 
År 1917 infördes hyresreglering i Stockholm. År 1918 antog riksdagen ett förslag att ge statliga och kommunala bidrag till byggandet av "tillfälliga bostadsbyggnader av trä" i de värst drabbade svenska städerna. I Stockholm byggdes under åren 1917–1924 cirka 2 500 sådana nödbostäder, som ibland även ritades av kända arkitekter, exempelvis Gunnar Asplund, Sven Erik Lundqvist, Gustaf Larson och Axel Wetterberg. Mellan 1930- och 1960-talen revs de flesta områdena, idag kvarstår bara två av dem i moderniserat skick: Cedersdalsgatans hus i Vasastan och Kvarteret Bergsryggen i Ulvsunda, nu uppskattade och kulturminnesmärkta bostadsmiljöer.

## Bostadsnöden i Stockholm kring 1900

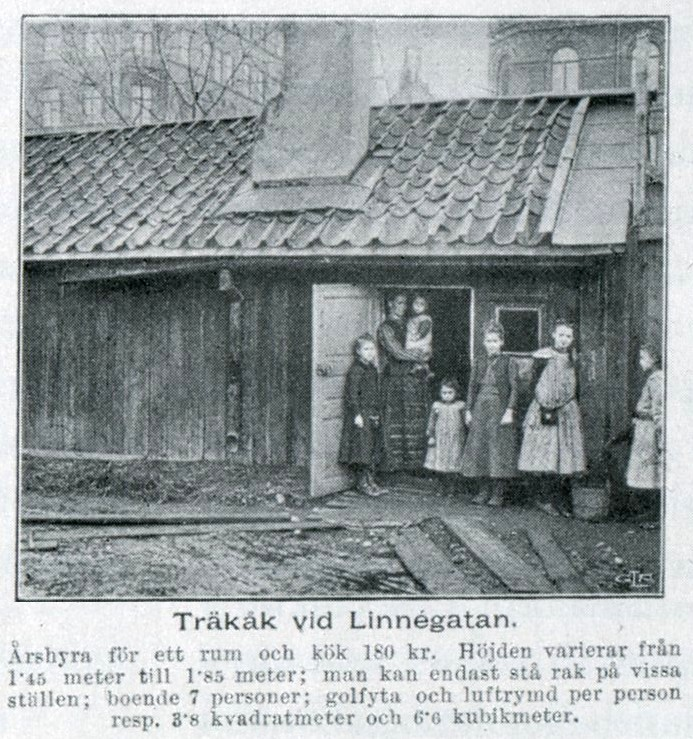
Ur "Bostadsförhållanden i Stockholm 1903".

Kring sekelskiftet 1900 rådde det svår bostadsbrist i Stockholm. Trots att en byggnadsstadga och en byggnadsordning hade tillkommit för att förbättra bostadsvillkoren, ledde den stora befolkningstillväxten till ökad bostadsmisär. Till följd av den industriella revolutionen och den därmed förorsakade inflyttningen till Stockholm nästan fördubblades folkmängden där, från 168 000 till 300 500 personer mellan 1880 och 1900. Staden var helt oförberedd på denna anstormning, och under den värsta krisen vid 1800-talets slut ordnades provisoriska bostäder i övergivna fabriker, kaserner, gymnastiksalar och sjukhus. En sådan nödbostad  kunde vara ett med brädor avgränsat och upptill öppet bås, men det var ändå bättre än ett kritstreck på golvet och ett draperi som fick markera "bostaden".

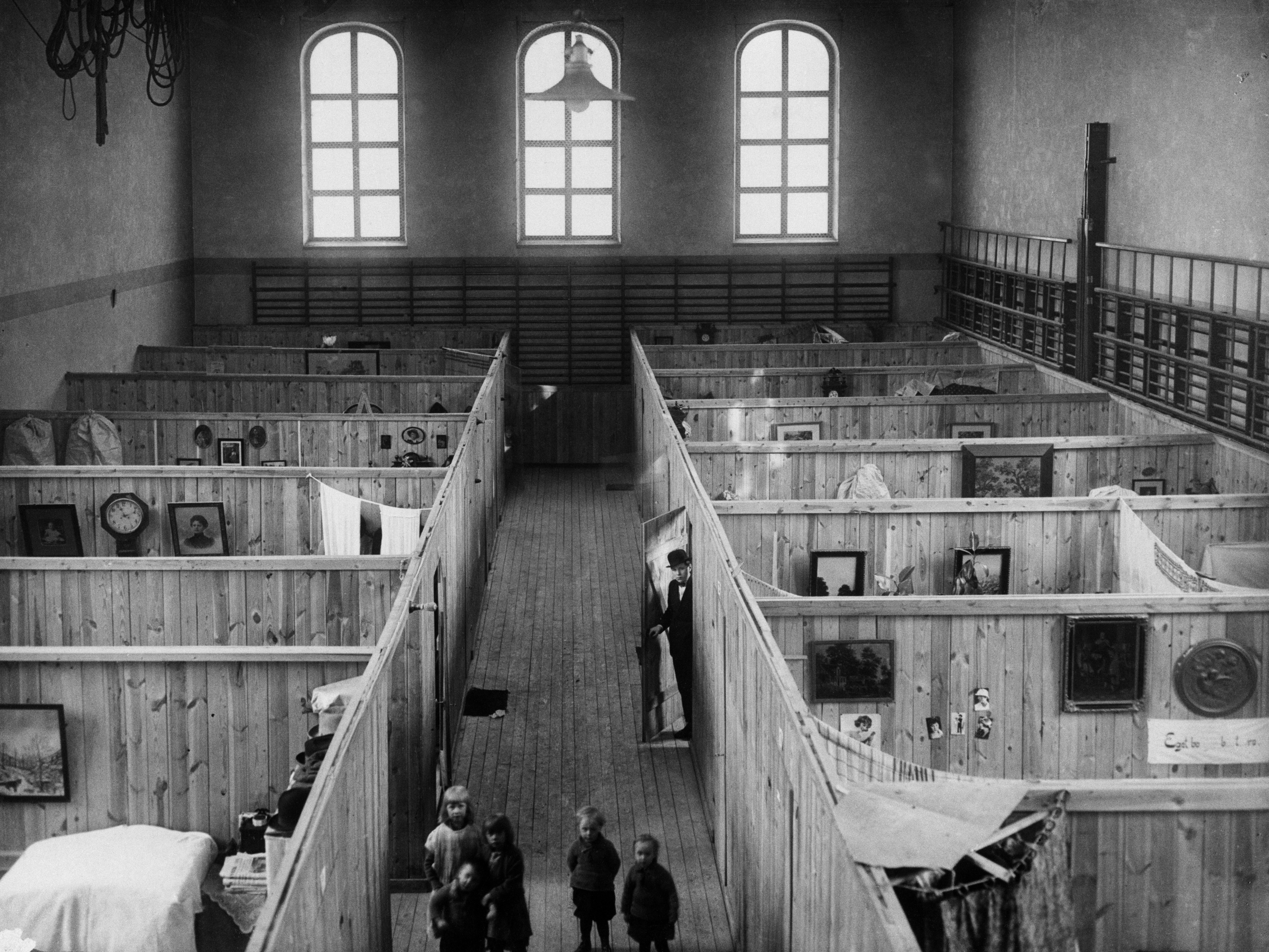
Provisorisk nödbostad i en gymnastiksal, Tjärhovsgatan 24, Stockholm.

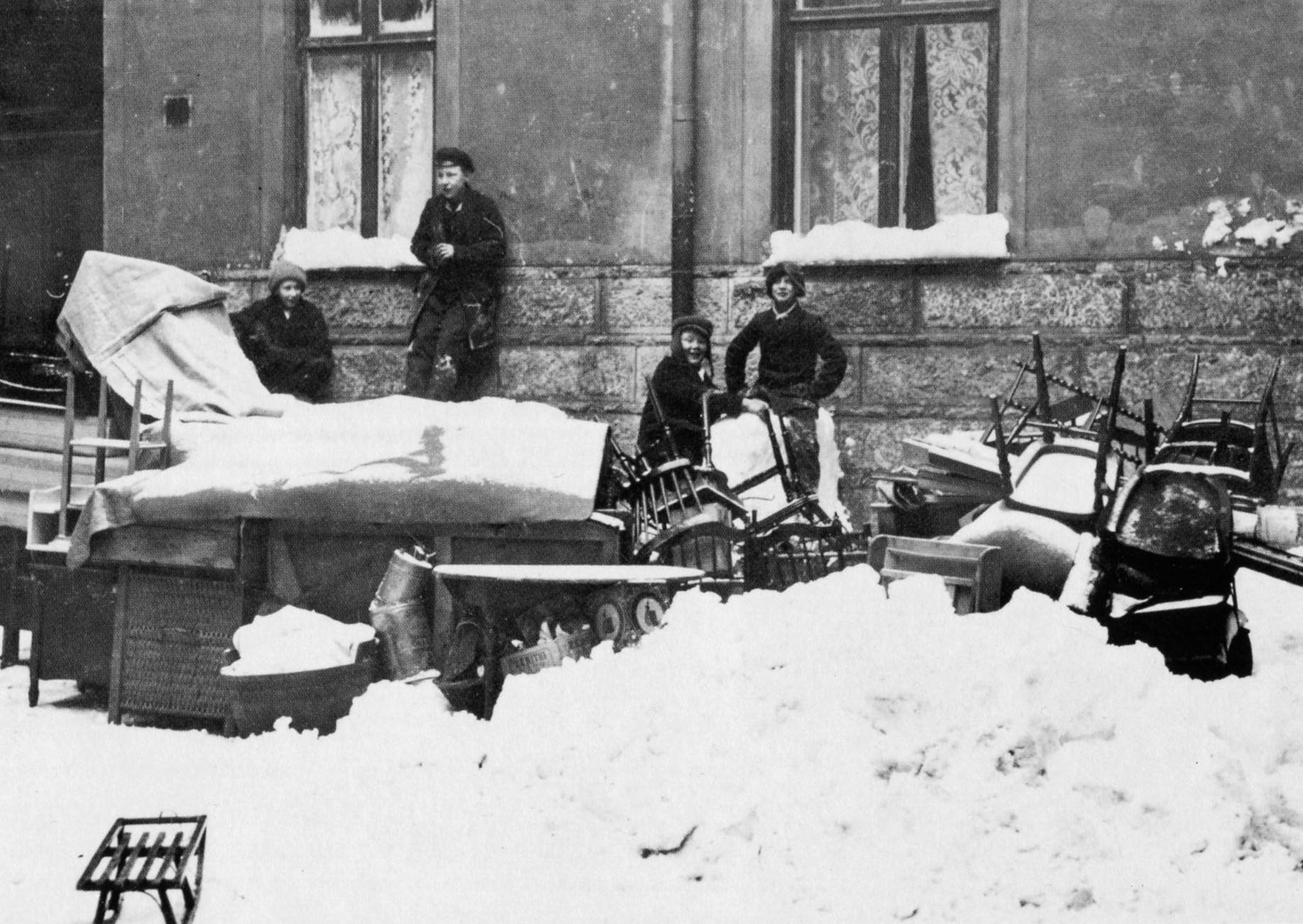
En vräkning någonstans i Stockholm, 1910-tal.

Trots intensivt bostadsbyggande av stora hyreshus saknades många bostäder för arbetarklassen och "mindre bemedlade", och de som hade en lägenhet bodde mycket trångt. Hyresmarknaden var oreglerad, och stat eller kommun tog inget ansvar. Lägenheterna i de spekulationsbyggda hyreskasernerna bestod av ett rum med eller utan kök. Rum utan kök kallades "spiselrum", det vill säga ett rum med "kakelspis" där en järnspis (för matlagning) var infälld i kakelugnen. I källaren fanns potatis- och vedförråd, och på gården stod längorna med avträden. De nyuppförda stenhusen innehöll ofta byggfukt som måste torkas ut, innan uthyrningen kunde ske. En metod att förkorta uttorkningstiden var att upplåta bostaden gratis eller till mycket låg hyra till fattigt folk, som kallades "uttorkare" eller "svampar".
Det fanns ett system med inneboende som gav de boende, i regel redan själva trångbodda och fattiga, möjlighet att hyra ut sängplatser, och på så sätt få in lite extra intäkter. 1903 beskrevs Stockholms bostadssituation i ett brev på följande sätt: Hvar fjärde människa i Stockholm är i en eller annan form inneboende. Bostäderna öfverfyllas af familjemedlemmar och främmande, ofta om hvarandra i samma rum. Etthundratusen människor i Stockholm sakna det för kroppsligt välbefinnande nödiga luftutrymmet per individ. Därtill kom att hyrorna steg i Stockholm med nästan 80 procent mellan 1884 och 1913. Något skydd mot uppsägningar fanns inte, och Hyresgästföreningen kämpade mot ockerhyror. De som inte kunde betala vräktes, vilket var vanligt, och familjens ägodelar hamnade på gatan.
I sin redogörelse Bostadsförhållanden i Stockholm 1903 visade statistikern Josef Guinchard ett försättsblad med titeln "Några Stockholmsbostäder". Där finns bland annat ett foto av en träkåk vid Linnégatan med den sakliga bildunderskriften: "Årshyra för ett rum och kök 180 kr. Höjden varierar från 1,45 meter till 1,85 meter; man kan endast stå rak på vissa ställen; boende 7 personer; golvyta och luftrymd per person resp. 3,8 kvadratmeter och 6,6 kubikmeter." På samma försättssida finns ännu värre exempel, såsom ett öppet skjul vid Luntmakargatan för två personer (bebodd även vintertid), en tegelkoja vid Rålambshovsparken "uppförd af de tre boende själfva" eller en träkåk i Stadshagen med omdöme ”snöar och regnar in; ovärdig till människobostad".
Vid samma tid, 1904 började Stockholms stad förvärva den stora lantegendomen Enskede i Brännkyrka socken och egendomarna Ulvsunda, Traneberg och Åkeshov i Bromma socken. Stadens politiker menade att man kunde producera egnahemslägenheter "på landet" till samma pris som bostäder i innerstadens hyreskaserner, men med betydligt högre livskvalitet för de boende. År 1914 visade staden i en reklambroschyr för sina egnahemsbostäder i Enskede att två rum och kök i innerstaden och två rum och kök i småstugan kostade lika mycket, nämligen 525 kronor om året, men i småstugan ingick även källare och en trädgårdstomt. Drivande krafter bakom projektet var stadsingenjören Herman Ygberg och politikern Carl Lindhagen (borgmästare i Stockholm 1903–1930). Det skulle dock dröja en bit in på 1920-talet, innan egnahemsbyggandet kom igång på allvar (se Trädgårdsstäder i Stockholm).

## Första världskrigetsbostadsnöd

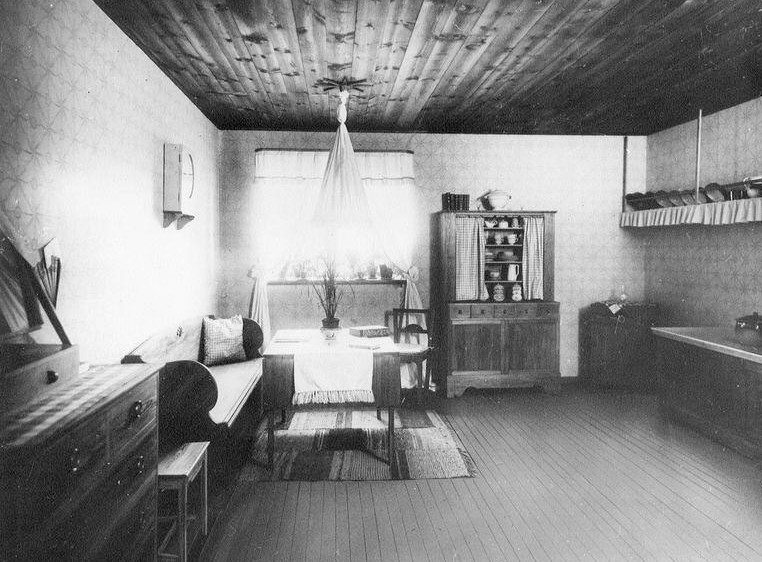
Asplunds kök, Hemutställningen 1917.

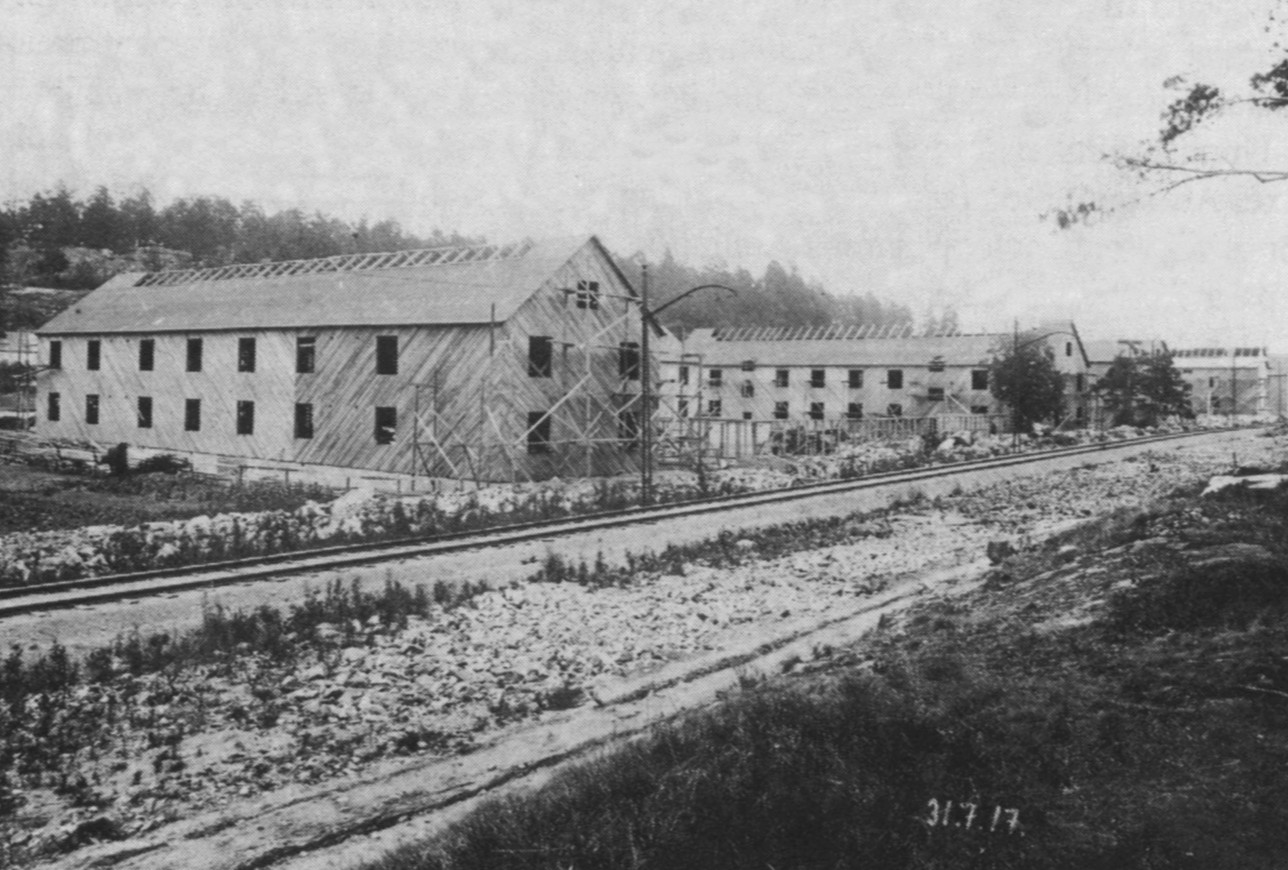
Alviks nödbostäder byggs, augusti 1917.

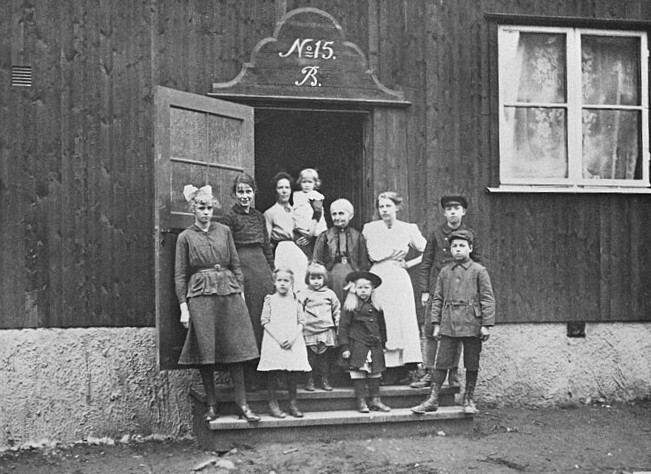
Inflyttade hyresgäster i Stadshagen, 1917.

Det enda kommunala ingripande i den fria hyresmarknaden som accepterades var när det uppstod akuta, tillfälliga bostadsbehov. Passiviteten från stadens sida ledde till massmöten och protestdemonstrationer samt till egna initiativ. År 1916 bildades Stockholms Kooperativa Bostadsförening (SKB) som en reaktion mot de svåra bostadsförhållandena som rådde. År 1917 färdigställs SKB:s första hus i kvarteret Motorn i Vasastan, ritat av arkitekt Gustaf Larson. Åren 1916–1917 lät SKB uppföra nödbostäder  i tre våningar i Kvarteret Bergsryggen i Ulvsunda, även här var Gustaf Larson arkitekt. 
Bostadssituationen förvärrades under första världskriget, som utbröt 1914. Nästan allt privat byggande upphörde, och byggkostnaderna steg kraftigt på grund av materialbrist och ransonering. År 1917 bildade liberala och socialdemokrater en koalitionsregering, som beslöt att införa hyresreglering. 1918 antog riksdagen ett förslag att ge statliga och kommunala bidrag till byggandet av "tillfälliga bostadsbyggnader av trä" i de värst drabbade svenska städerna. Problemet fanns inte bara i Stockholm, utan även i andra svenska storstäder, men i Stockholm var behovet störst. 
I Stockholm byggdes under åren 1917–1924 cirka 2 500 nödbostäder eller bostäder för "husvilla". Begreppet "husvillhet" använde Stockholms stads bostadskommitté för att beskriva den bostadssituation, som man snabbt ville förhindra respektive lösa. På Hemutställningen 1917, organiserad av Svenska Slöjdföreningen, visades hur sådana bostäder kunde utformas. Bland annat fanns där ett så kallat bostadskök (där köket samtidigt fungerade som vardagsrum och sovrum för hela familjen) ritade och inredda av arkitekterna Uno Åhrén och Gunnar Asplund. På utställningen ville man visa att minibostäder om ett rum och kök eller ännu mindre, med enbart så kallade bostadskök (spisrum), kunde vara acceptabla bostäder om dessa var välplanerade. 
Det var inte ovanligt att staden anlitade kända arkitekter som skulle utforma enkla, men väl fungerande lägenheter, bland dem fanns arkitekterna Gunnar Asplund, Sven Erik Lundqvist, Gustaf Larson och Axel Wetterberg. De nödbostäder, som tvingades fram på många håll kring 1917, byggdes med yttersta sparsamhet, bland annat med minskade rumshöjder; ändå saknades inte estetiska kvaliteter. Så gestaltades de ur en nödsituation födda bostadslängorna efter rådande arkitektmode och med vårdade, ståtliga gatufasader gärna i faluröd färg. För att undvika sprängning hade huslängorna placering anpassats till terrängen och påminde så om små brukssamhällen. En tillfällig besökare hade svårt att se misären bakom fasaderna.
Byggnaderna, som uppfördes genom stadens initiativ och av kooperativa samt enskilda företag, var tänkta som ett provisorium, och man tog därför mark i anspråk, som var avsedd för andra ändamål. Ofta användes parkområden eller mark för "allmänna ändamål", alltså tomtmark avsatt för framtida bebyggelse med sjukhus, skolor, kyrkor, idrottsanläggningar eller liknande. Efter kriget skulle allt återgå till det normala igen, och då skulle nödbostäderna inte behövas längre, trodde man. Därför beslöt riksdagen i början av 1920-talet att minska de statliga stöden igen, och 1923 slopades hyresregleringen i syfte att stimulera det privata byggandet.

## Områden med nödbostäder

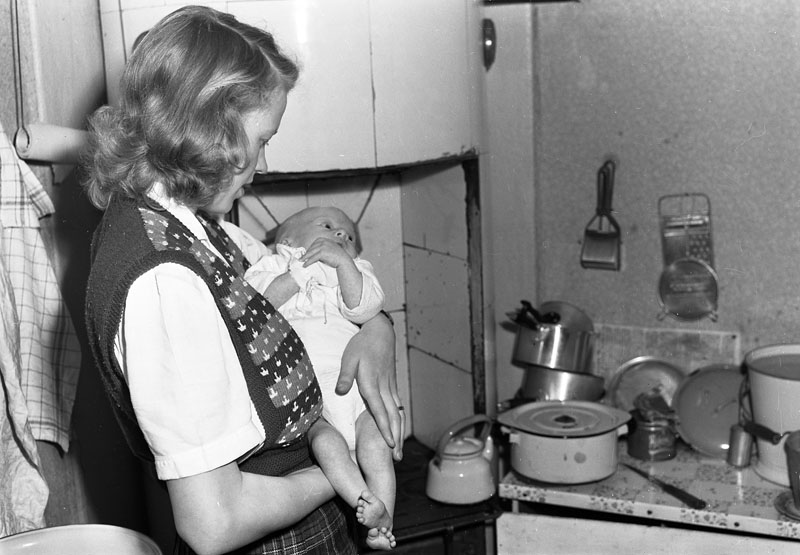
Tidigare nödbostad i kvarteret "Brynjan", 1951.

Bebyggelse med nödbostäder koncentrerades till vissa områden i Stockholms stad: norra Vasastan, nordvästra Kungsholmen, sydvästra Södermalm och Ulvsunda/Alvik. Redan kring år 1900 byggdes envånings, barackliknande nödbostäder på Kungsholmen i kvarteret Brynjan, vid S:t Görans kyrka. De kallades "Skogshyddor", och bestod av ett rum med kakelugn (med inbyggd järnspis). Endast gavellägenheterna hade kök. Totalt skapades så cirka 40 lägenheter. Författaren Maria Sandel bodde i en av dessa. Skogshyddorna revs på 1960-talet. 
Ytterligare fyra baracker byggdes i kvarteret Drakdödaren, intill Stadshagens vattenreservoar. Dessa kallades i folkmun för "Lusaskar" (på grund av vägglöss). Barackerna revs i mitten av 1930-talet för att ge plats åt nuvarande lamellhusbebyggelse vid Stadshagsplan. I juni 1917 började under Stockholms stads regi byggas cirka 350 nödbostäder i kvarteret Kyllret på nordvästra Kungsholmen. Området kallades senare något skämtsamt "Guldgrävarlägret". Det revs 1963.
Flest provisoriska bostäder byggdes på sydvästra Södermalm. De bestod dels av baracker, dels av arkitektritade små samhällen. Exempelvis fanns intill Årstalundens reservoar, på området för nuvarande Södersjukhuset, ett helt barackläger bestående av 17 längor. Strax söder därom på platsen för nuvarande Eriksdalshallen och Eriksdalsskolan fanns ytterligare 18 längor. I närheten låg två välplanerade områden: i kvarteren Stativet och Tumstocken (ritad av Gunnar Asplund) och intill i kvarteret Stiftet. Ytterligare ett större område med 264 provisoriska bostäder fanns i Alvik, på platsen för nuvarande Brommadepån.

### Gunnar Asplunds nödbostäder på Södermalm

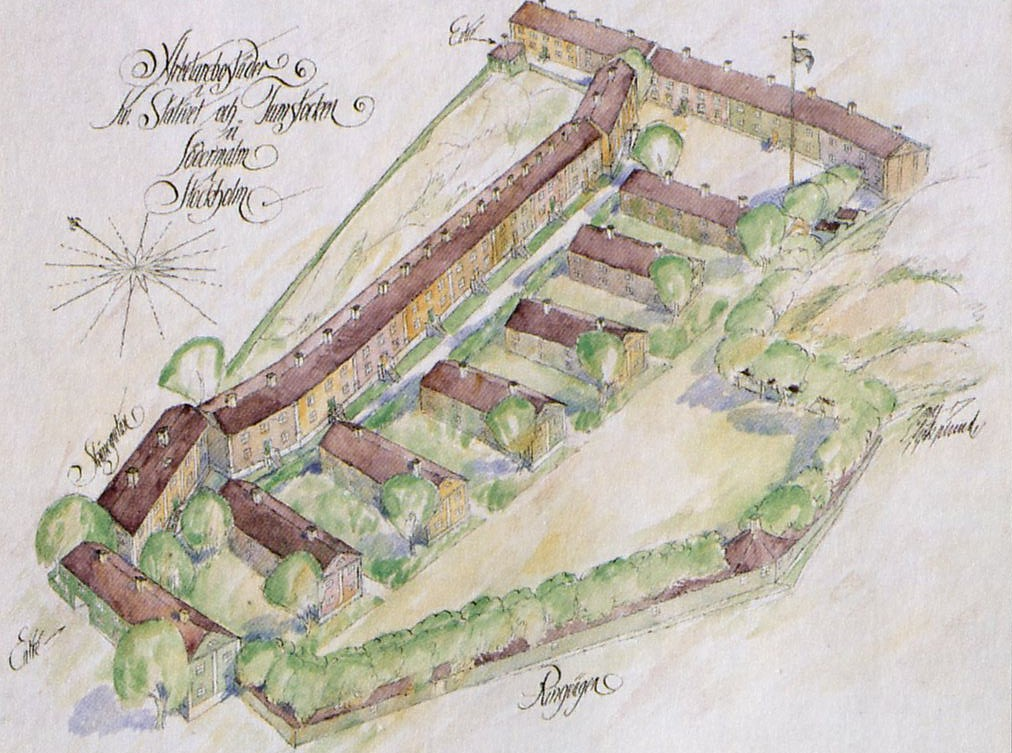
Asplunds förslag till nödbostäder i kvarteren "Stativet och Tumstocken" på Södermalm, 1917.

I kvarteren Tumstocken och Stativet vid Hallandsgatan (dåvarande Skånegatan) och hörnet Ringvägen byggdes 1917–1918 ett av Stockholms större områden med nödbostäder. För stadsplaneringen och utformningen stod arkitekt Gunnar Asplund. Stadsplanen var ovanlig för sin tid och bestod av åtta lamellhus i två våningar ställda vinkelrätt mot en lång, svängd bostadslänga, även den i två våningar. Fasaderna var målade i röda, gula och gröna nyanser. Det hela gav ett idylliskt intryck av småstadsatmosfär, men husen var ytterst enkla i utförande och standard. Ändå lyckades Asplund att skapa en ombonad, småskalig kvartersbebyggelse kring grönskande gårdar. 
På 1960-talet gjordes försök att bevara området, och ett ombyggnadsförslag lades fram. Förfallet hade dock gått för långt, och en eldsvåda i mars 1965 som förstörde stora delar av kvarteret, satte slutligen stopp för räddningsaktionen. Därefter revs bebyggelsen. För området fastställdes 1965 en ny stadsplan som medgav bostadsbebyggelse i högst sex våningar och 13 meter husdjup. På platsen finns idag Rosenlundsparken och ett enformigt bostadskvarter från slutet av 1960-talet.

### Cedersdalsgatans nödbostäder

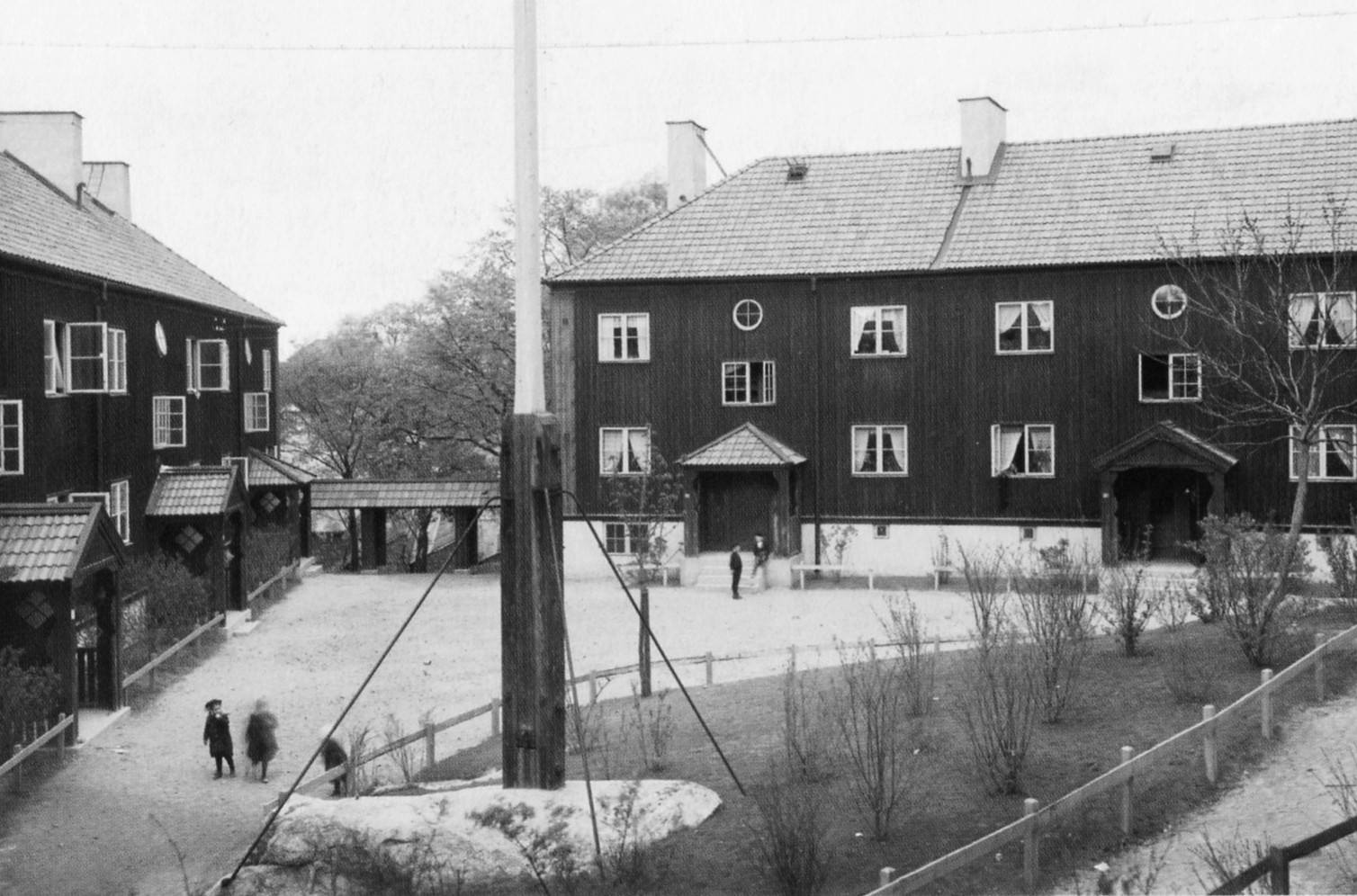
Cedersdalsgatans nödbostäder 1919.

Nödbostäderna i norra Vasastan vid sidan av Vanadislunden bestod ursprungligen av fyra längor à två våningar, och uppfördes 1919 av Stockholms stad efter ritningar av arkitekt Axel Wetterberg. På 1930-talet revs några längor, när Cedersdalsgatan drogs fram. Området var under många årtionden förslummat, och först på 1960-talet upprustat. Då moderniserades husen, och de små lägenheterna slogs samman till större enheter. De tre längorna hör idag till de få kvarvarande husen från bostadsnödens Stockholm, och är numera attraktiva bostäder.

### Kvarteret Bergsryggen
Kvarteret Bergsryggen ligger vid sydvästra sidan om Ulvsundavägen i stadsdelen Ulvsunda. Åren 1916–1917 lät Stockholms stad uppföra den faluröda bostadslängan i tre våningar. Som arkitekt anlitades Gustaf Larson. Byggherre var Stockholms Kooperativa Bostadsförening, SKB. Larsson gav bostadslängan en genomarbetad fasadarkitektur, där långfasaden avbryts av en tvärställd byggnadskropp med gavel mot både gatu- och gårdssidan. Källar- och bottenvåningen utfördes av sten, och de båda övre våningsplanen av trä. Det var en i Göteborg ofta förekommande byggnadstyp och kallas där landshövdingshus. Ursprungligen tänkt som ett provisorium fick byggnaden i kvarteret Bergsryggen permanent karaktär på 1960-talet, inte minst på grund av den goda fasadarkitekturen. Idag ägs och förvaltas huset av Familjebostäder.

### Gamla Stadshagen, "Guldgrävarlägret"

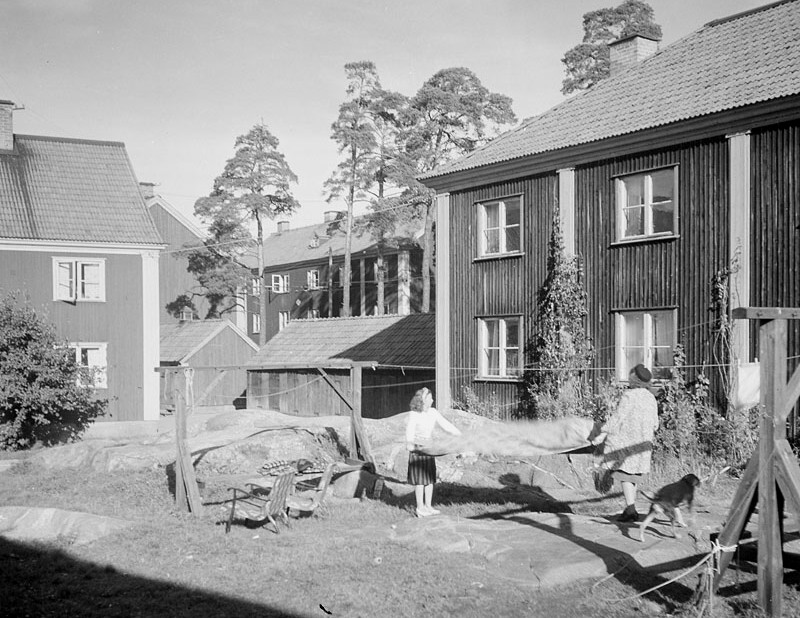
"Guldgrävarlägret" på Kungsholmen, 1946.

I juni 1917 började under Stockholms stads regi byggas cirka 350 nödbostäder i kvarteret Kyllret på nordvästra Kungsholmen, strax söder om Stadshagens IP. Husen blev inflyttningsklara på hösten samma år. Som arkitekt anlitades Sven Erik Lundqvist, han ritade flera liknande områden bland annat Röda stan i Norrköping. Här rörde det sig om 23 trähuslängor i två våningar med 12 till 16 lägenheter om ett rum och kök på 35 m² i varje länga. Lägenheterna var utrustade enligt tidens standard: vedspis och kakelugn för uppvärmning, gaskök och gasugn för matlagning samt kallvatten och avlopp. Elektricitet fanns indragen. 
För att undvika sprängning hade huslängorna placering anpassats till den kuperade terrängen. Husen stod lite kors och tvärs och påminde om ett brukssamhälle vilket senare gav upphov till den något ironiska beteckningen "Guldgrävarlägret". Inom området fanns en lekplats med sandlåda, gungor och klätterställning samt stora ytor för lek och bollspel. Det fanns även ett antal butiker, bland dem Konsum, en privat livsmedelsbutik, en sybehörsaffär och en tidningskiosk. I stadsplaneförslaget från mars 1939 avsattes hela området för industri och "allmänna ändamål" (bland annat utvidgning av Sankt Görans sjukhus). 1963 började rivningen, och på platsen finns idag Electrolux huvudkontor och byggnader för Sankt Görans sjukhus.

### Nödbostäder i Alvik

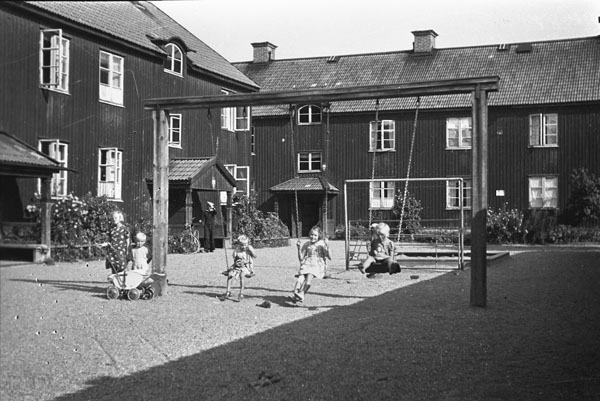
Nödbostäder i Alvik. Gårdsplan i ett av de bostadshus som revs, när Brommadepån byggdes 1942.

På platsen för nuvarande Alviksplan och Brommadepån uppfördes 1917 tre kvarter med bostadslängor och 264 lägenheter om ett rum och kök respektive kokvrå. Till arkitekt anlitades John Åkerlund. Längorna placerades kring tre stora gårdar som kallades "röda, gula och bruna gården". Varje gård omslöts på tre sidor av längor i två våningar. Mittbyggnaden begränsade gården mot norr, och mot sydsidan anordnades låga uthusbyggnader innehållande vedbodar och avträden. I gårdens mitt fanns en lekplats. Byggnadsentreprenaden utfördes av en privat byggmästare efter anbudsgivning. Byggtiden var ytterst pressad. och trots svårigheter med materialleveranserna. var området efter bara tre månader inflyttningsklart den 1 oktober 1917. Fördelningen av lägenheterna utfördes av Hyresnämnden i Stockholm. Årshyra för ett rum och kök blev 440 kronor. I mitten av 1930-talet revs de första husen för att ge plats åt den breddade Drottningholmsvägen och blivande Alviksplan. I början av 1940-talet försvann de flesta husen, då SL:s vagnhall byggdes (nuvarande Brommadepån). Närmast Alviksplan fanns några hus kvar en bit in på 1950-talet.

## Trädgårdsstäder, smalhus och miljonprogrammet
Ännu vid slutet av 1920-talet och början av 1930-talet rådde det brist på billiga smålägenheter. Många nödbostäder fanns kvar ännu en bit in på 1960-talet. Ett sätt att komma till rätta med bostadsproblemet var dels byggandet av småhus i Stockholms trädgårdsstäder, dels uppförandet av nya bostadsområden med smalhus, tjockhus och så kallade barnrikehus i bland annat Hammarbyhöjden, Traneberg, Fredhäll  och Kristineberg, Abrahamsberg samt Årsta. Bostadsnöden var visserligen bortbyggd, men bostadsbristen kvarstod även efter andra världskriget, och stadens myndigheter varnade för inflyttning till Stockholm. På stadsplanekontorets initiativ gick man till och med ut med affischer, där man varnade för en inflyttning till Stockholm, eftersom det saknades bostäder. "Sök Er ej till Stockholm – 21.000 söker förgäves bostad" stod på affischen, som 1946 hängdes ut på landets järnvägsstationer. Först genom efterkrigstidens miljonprogram, som resulterade i cirka 200 000 nya lägenheter i Stockholms län, lyckades man avskaffa bostadsnöden en gång för alla.

## Bilder

Historiska fotografier av rivna områden
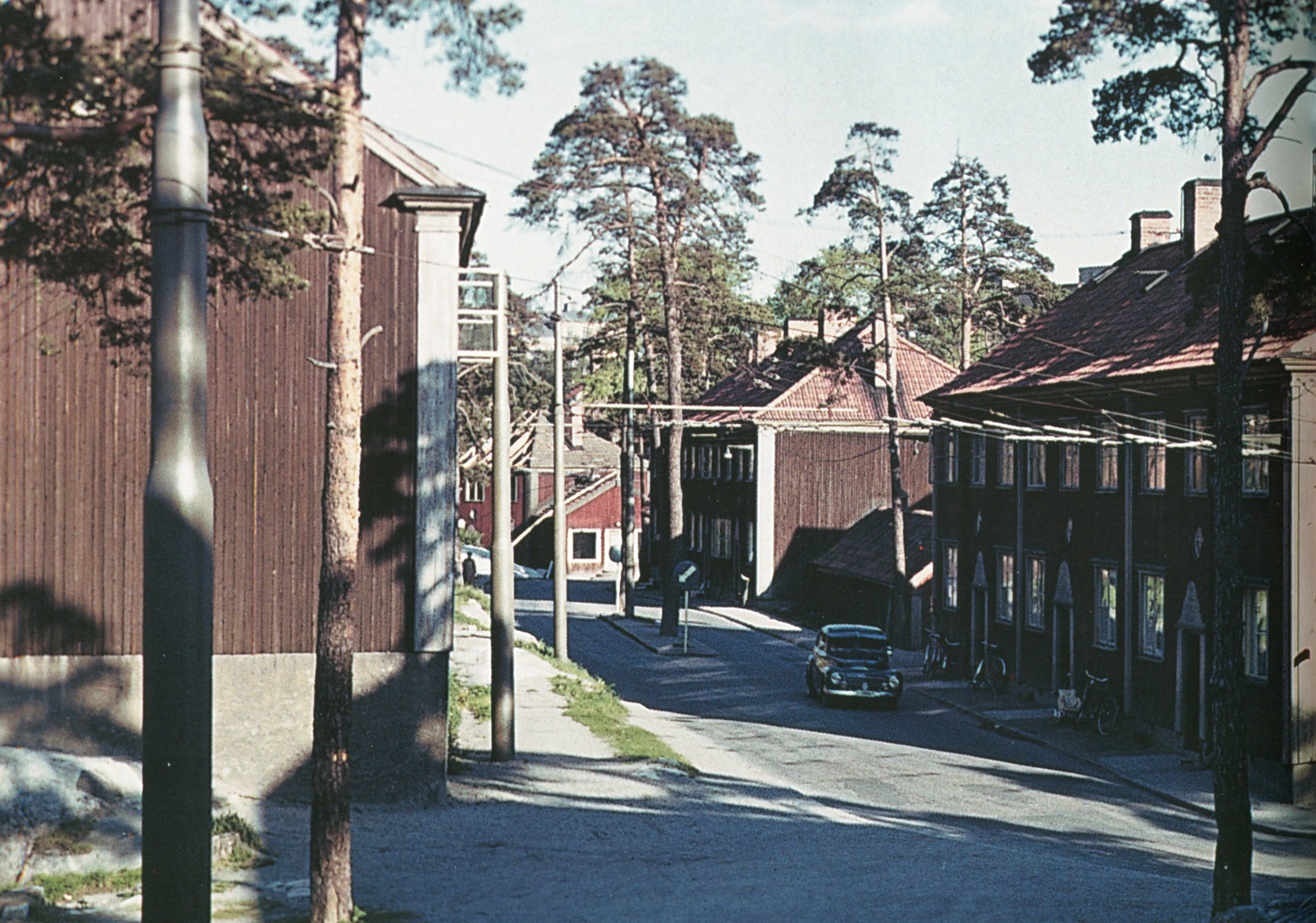
"Guldgrävarlägret", 1955.
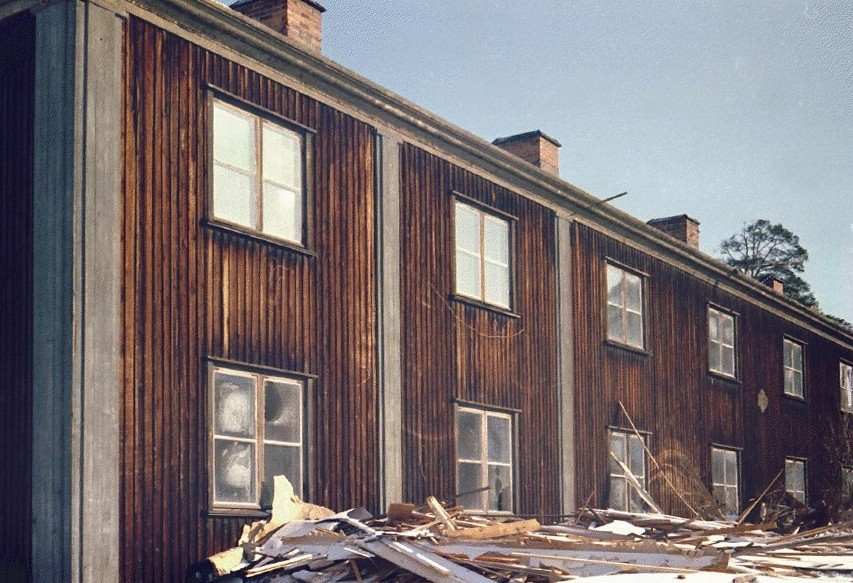
"Guldgrävarlägret" rivs 1963.
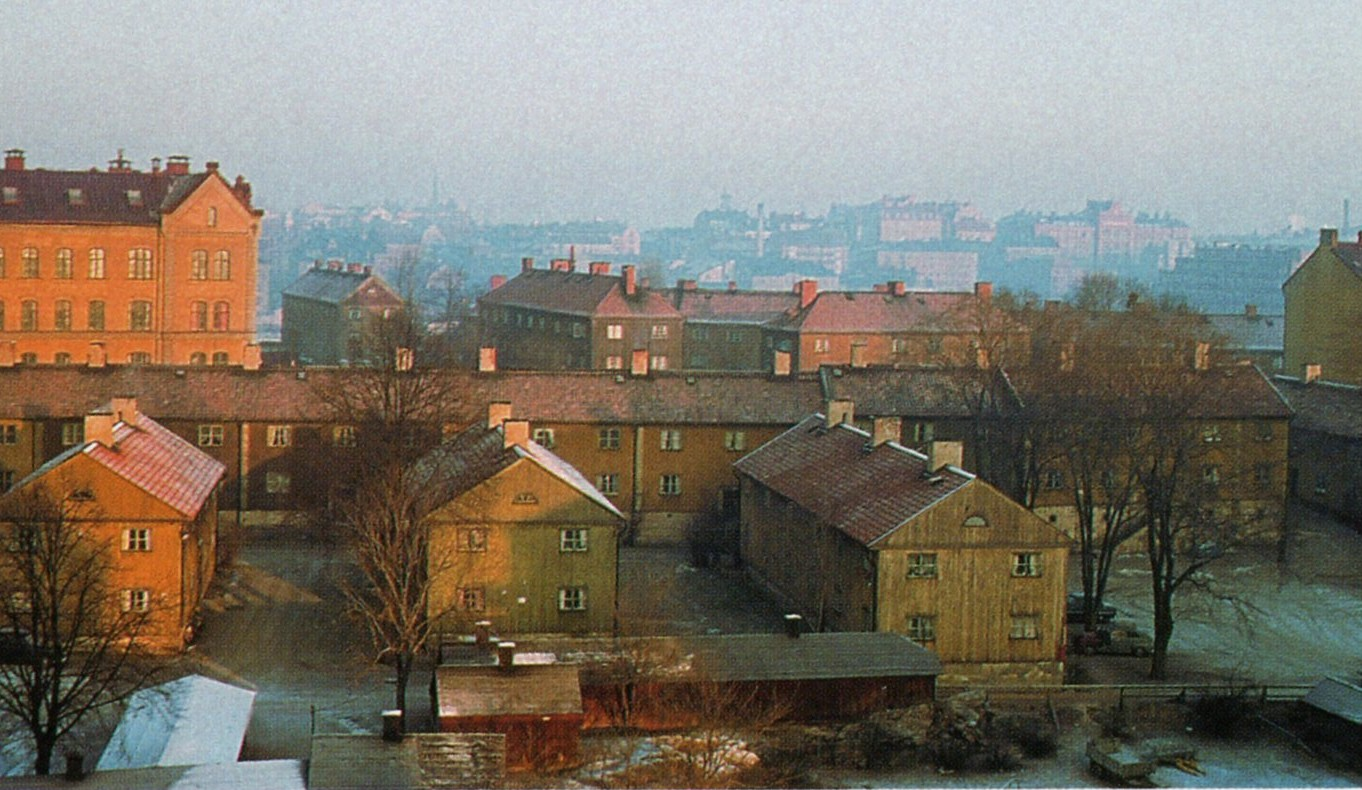
Stativet och Tumstocken, 1964.
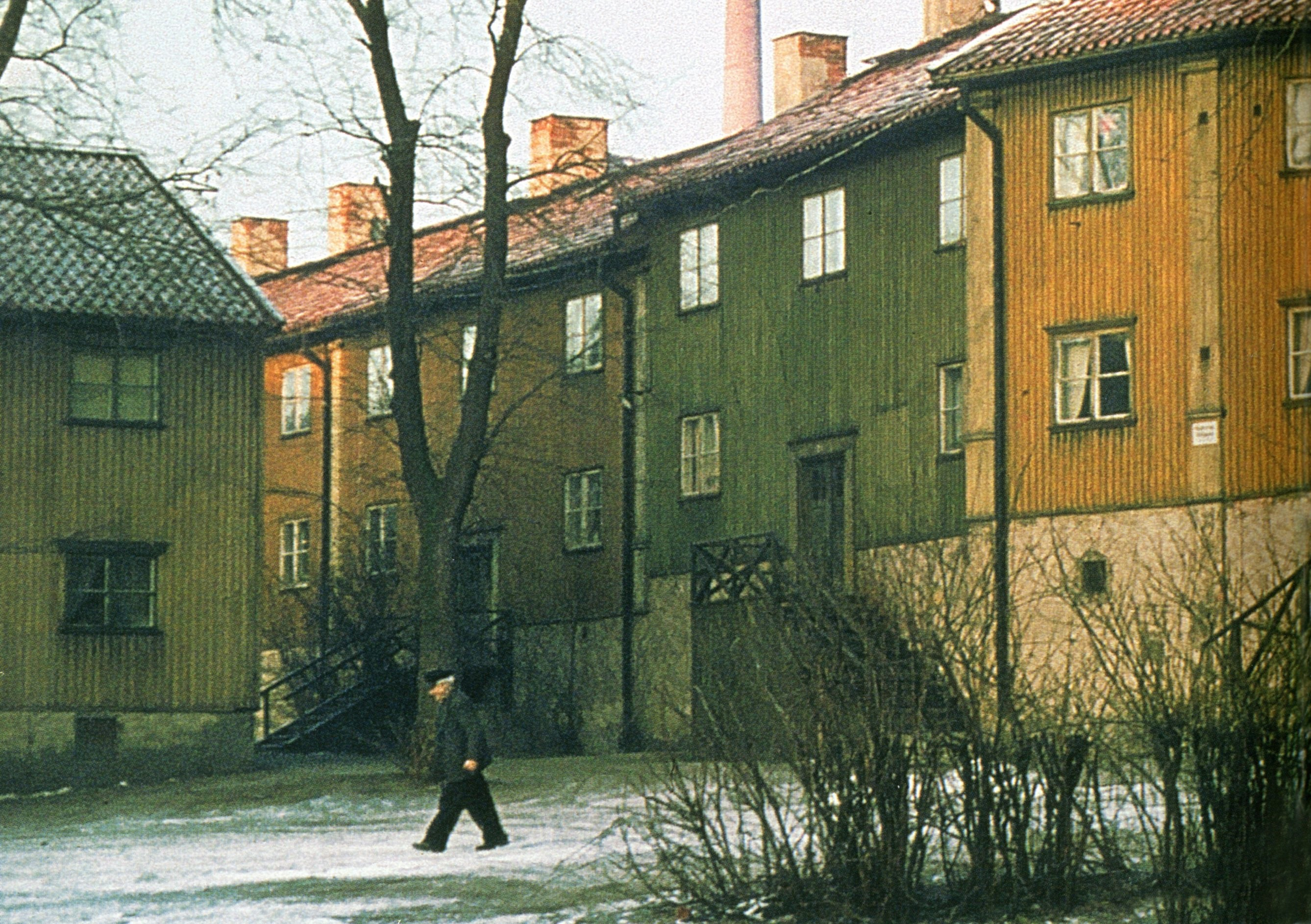
Stativet och Tumstocken, 1964.

Fotografier av nutida kvarvarande områden
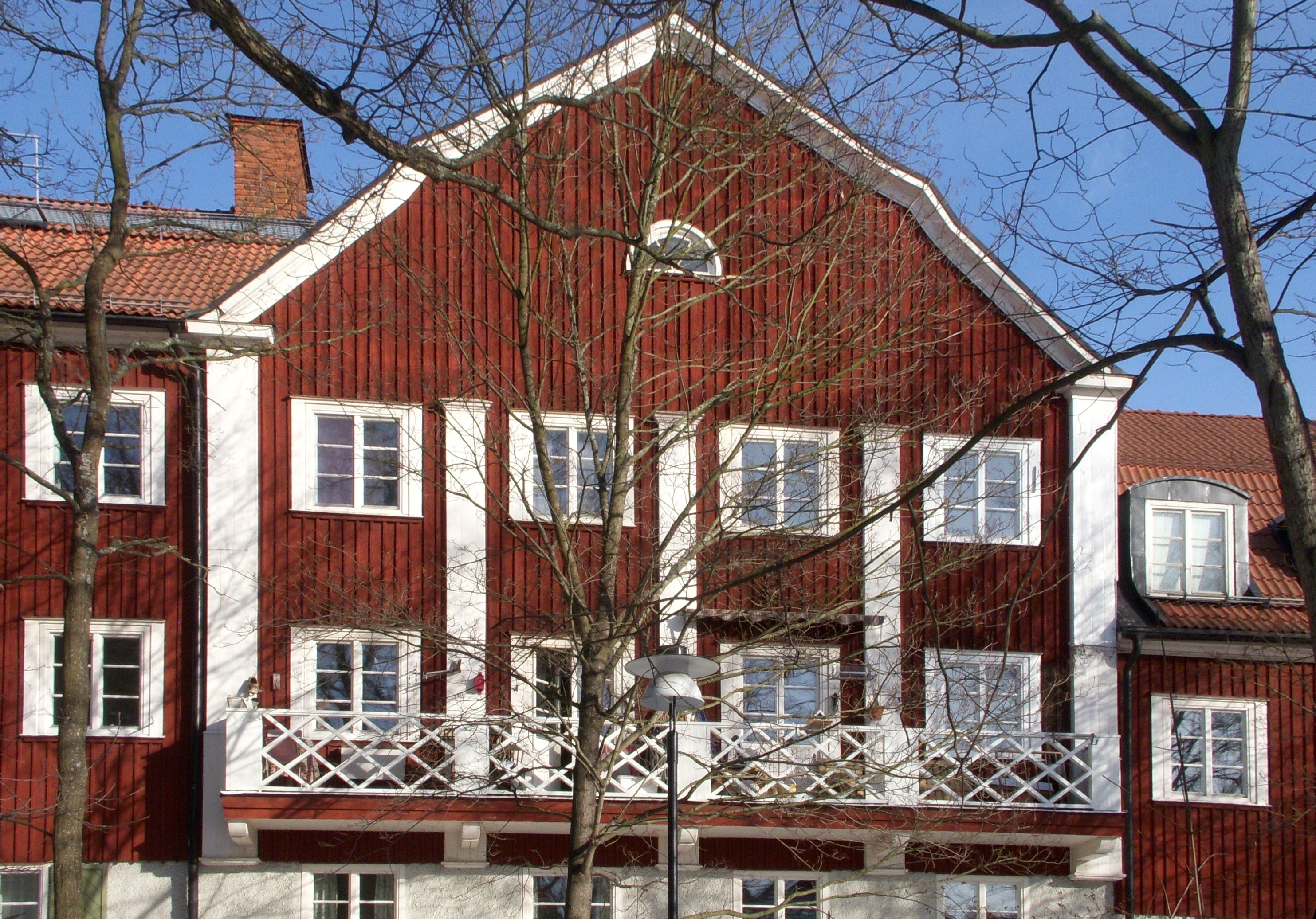
Kvarteret Bergsryggen, 2012.
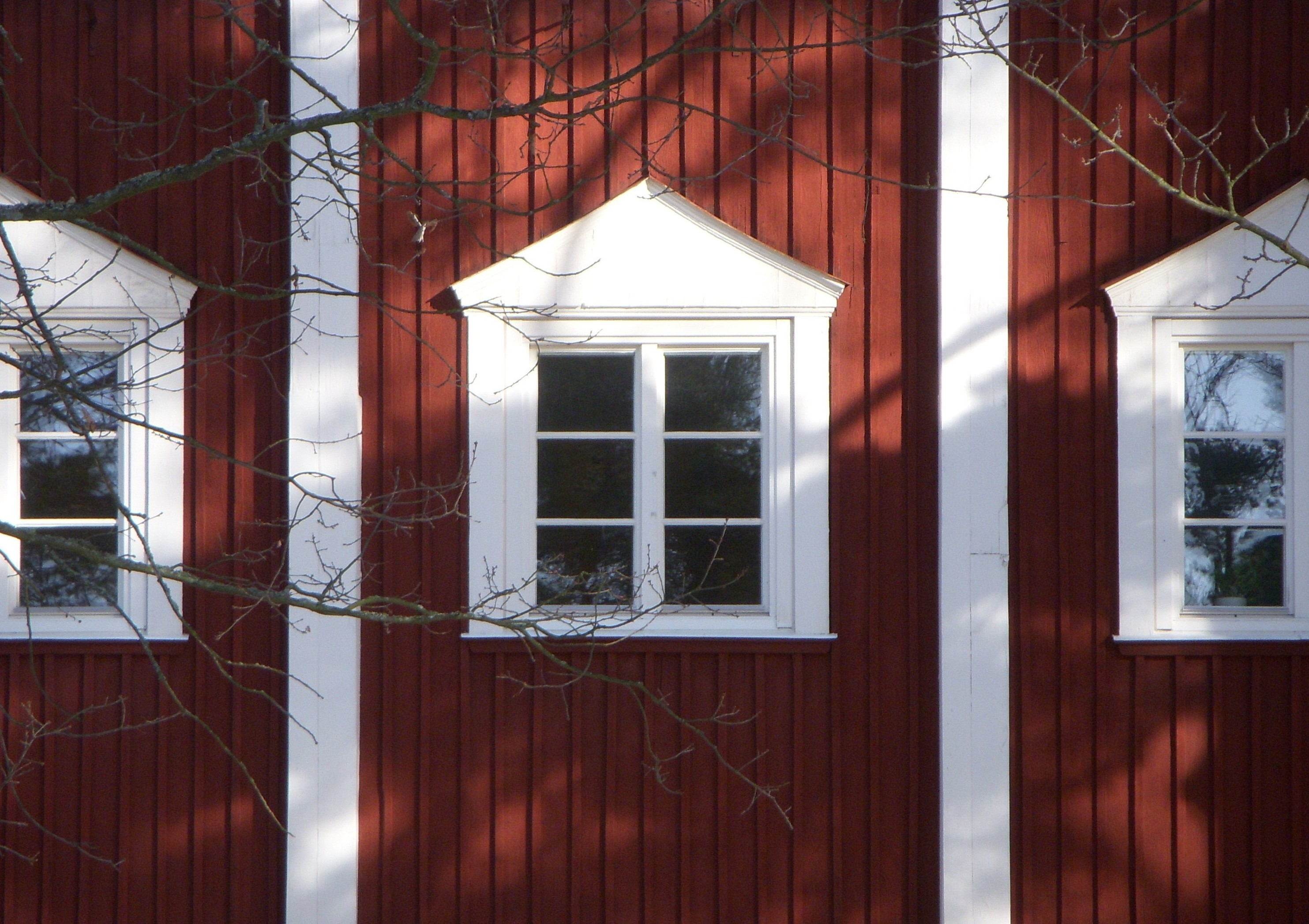
Kvarteret Bergsryggen, 2012.
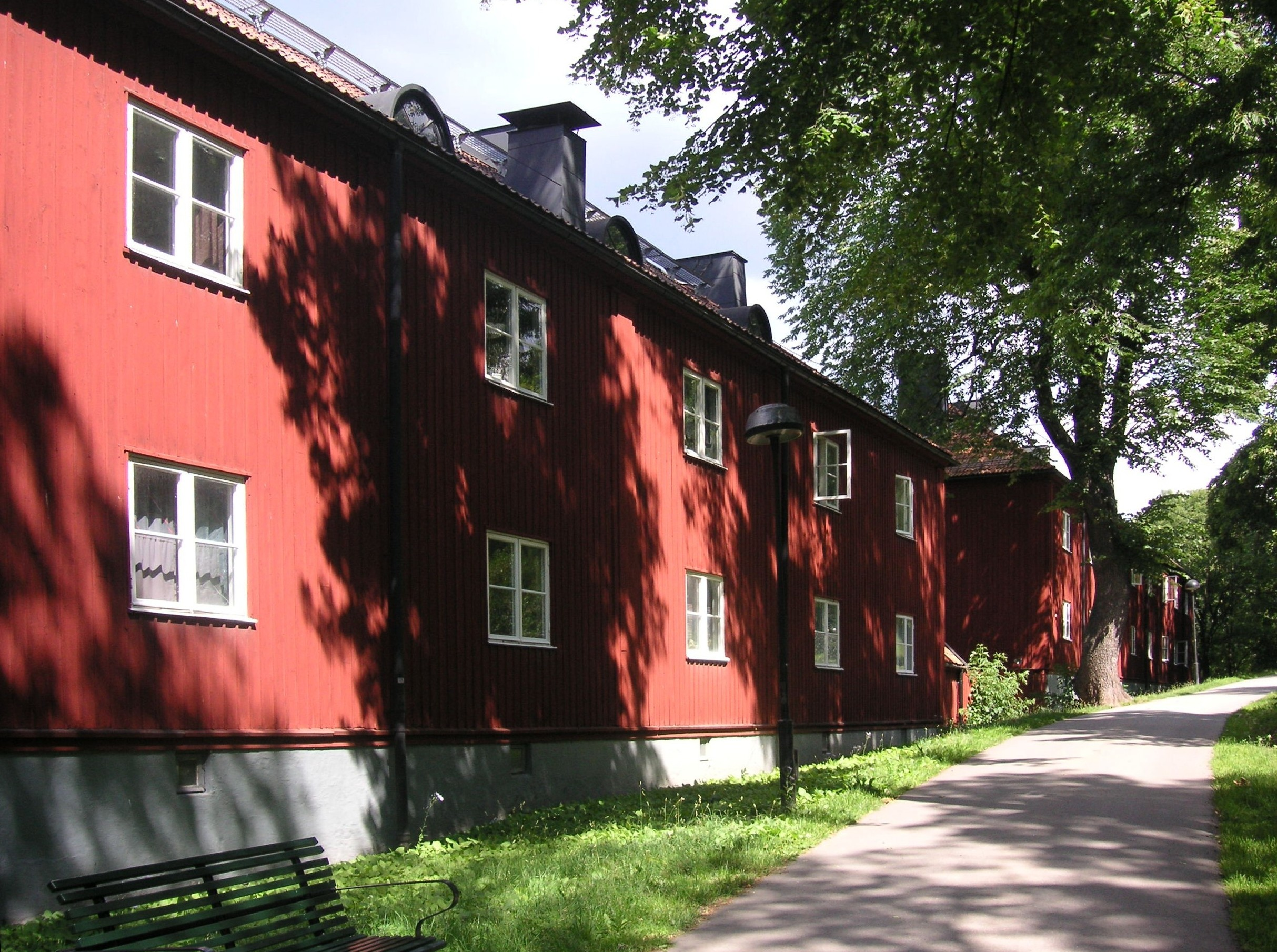
Cedersdalsgatans hus, 2008.
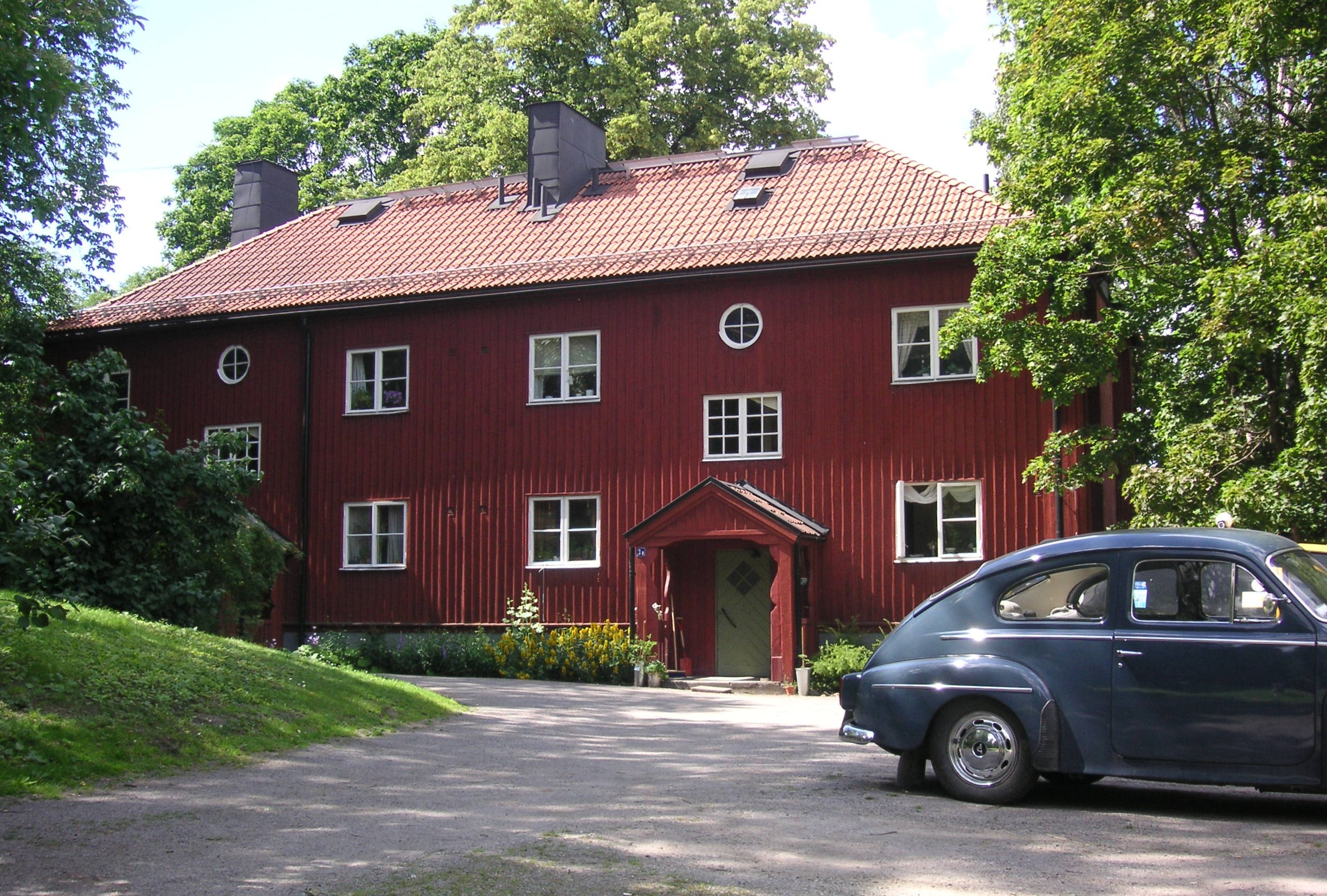
Cedersdalsgatans hus, 2008.